# Jorge Pérez Concha
Jorge Pérez Concha (Guayaquil, 5 de junio de 1908 - Guayaquil, 1 de abril de 1995) era un historiador, biógrafo, escritor y diplomático ecuatoriano.
Escribió biografías de Eloy Alfaro, Luis Vargas Torres, y su tío Carlos Concha Torres, entre otros.
En 1989, fue galardonado por el Estado ecuatoriano, en el gobierno del Dr. Rodrigo Borja Cevallos, con el Premio Nacional Eugenio Espejo, en la categoría de Cultura.

## Biografía
Jorge Pérez Concha nació en Guayaquil, Ecuador, el 5 de junio de 1908. Su padre fue el doctor Federico Pérez Aspiazu, y su madre era Teresa Concha Torres. Su padre murió en 1919, y se fue a vivir a la hacienda de un familiar en el norte de Quito.
En 1926 él y Demetrio Aguilera Malta publicaron un libro de poemas y prosa titulado Primavera Interior, que contenía 18 de sus propios poemas y 21 historias por Aguilera Malta. En 1927 Pérez Concha y Alfredo Pareja Diez-Canseco fundaron la revista Voluntad en colaboración con Leopoldo Benites Vinueza, pero publicaron sólo seis temas. En 1929 Pérez Concha y Héctor Espinel Mendoza fundaron la primera agencia de publicidad comercial en Guayaquil, y funcionó durante varios años hasta que tuvieron que cerrarlo debido a la grave crisis económica de la década de 1930.
En 1939 conoció y se casó María Pesantes García con quien tuvo hijos.
En 1942 ganó, con su libro Eloy Alfaro, su vida y su obra, el Concurso Nacional de Biografías, organizado por el gobierno de Ecuador con motivo del centenario del nacimiento de Eloy Alfaro. En 1958 fue nombrado jefe de la Subdivisión de Guayaquil de la Casa de la Cultura Ecuatoriana y se convirtió en su presidente el 17 de febrero de 1962. En 1960 se convirtió en miembro electo de la Junta Consultiva del Ministerio de Relaciones Exteriores. En este momento también fue el director de la Biblioteca Municipal. En 1962 fue galardonado con la Gran Cruz de la Orden Nacional al Mérito por el presidente ecuatoriano Carlos Julio Arosemena Monroy.
Entre 1973-1979 fue un orador invitado en el Instituto de Altos Estudios Nacionales. En 1974 fue miembro de la delegación a la 15.ª Reunión de Consulta de Ministros de Relaciones Exteriores de la Organización de Estados Americanos (OEA), celebrada en Quito. Entre 1976-1979 fue el vicepresidente de la Junta Consultiva de Relaciones Exteriores. En 1977 la Universidad de Guayaquil le confirió el grado honorífico de doctor honoris causa. En 1978 asistió a la 33.ª sesión de la Asamblea General de las Naciones Unidas en Nueva York.

## Embajador en Cuba
En 1979 fue nombrado embajador de Ecuador en Cuba. Ecuador y Cuba no habían tenido un intercambio de embajadores, ya que su relación se rompió en 1963. Él viajó a La Habana para asumir su cargo como embajador, y luego el viernes 13 de febrero de 1981 un grupo de catorce personas, de distintas edades y sexos (incluso niños), irrumpieron en la embajada ecuatoriana en Cuba a solicitar asilo. Llevaron a cabo el embajador ecuatoriano, funcionarios y otros empleados como rehenes. El incidente recibió la atención mundial. En respuesta, el gobierno cubano tomó una postura firme, y apagó el agua y la energía para el edificio, acordonó el bloque, y vació todos los edificios vecinos, y desplegó un gran número de soldados a la zona. El gobierno cubano sólo permitió una cantidad mínima de alimentos que los diplomáticos ecuatorianos tuvieron que compartir con los asaltantes. Después de una semana, y el deseo de evitar un desenlace fatal, el gobierno ecuatoriano envió a Jaime Moncayo García y Cornelio Merchán para negociar. Después de largas discusiones con el gobierno cubano y los asaltantes, que se entregaron el viernes 20 de febrero, con la condición de que el gobierno ecuatoriano supervisaría un juicio justo. Pero al día siguiente tras el asalto a la embajada de Ecuador en Cuba, se supo que no sólo habían sido torturados, sino también condenados a muerte en un juicio sumario. El Embajador Pérez Concha intervino de inmediato, y explicó a Fidel Castro, que la pena de muerte fue abolida en Ecuador en 1902, y que su aplicación en este caso perjudicaría la relación recientemente restablecido entre Ecuador y Cuba. Fidel Castro luego conmutó todas las penas de muerte a 30 años de prisión. Debido al incumplimiento del acuerdo (que los asaltantes recibirían un juicio justo), Pérez Concha regresó a Ecuador, y el gobierno ecuatoriano no designó otro embajador en Cuba por un tiempo. El Ministerio de Relaciones Exteriores de Ecuador ofreció a Pérez Concha el cargo de embajador en Portugal, pero lo rechazó a cambio de la Dirección Regional de dicha cartera ministerial en Guayaquil, con el título de "Embajador". En 1983 ingresó a la Academia Nacional de Historia de Ecuador como Miembro de Número.

## Obras
- Historia Diplomática y Naval de la Provincia Libre de Guayaquil (1994).
- Páginas de Historia Ecuatoriana (1990).
- De la Goleta Alcance al cañonero Calderón (1987).
- Un luchador incorruptible (1987).
- 1.910. La Movilización integral del Ecuador (1988) (Its second edition was titled: “Frontera Marítima del Ecuador siglo XX”)
- Frente Externo (1985).
- Visión Internacional de Eloy Alfaro (1982).
- Derecho Territorial Ecuatoriano (1979).
- Política Internacional Contemporánea (1972).
- La Invasión peruana y el protocolo de Río de Janeiro ante el Derecho Internacional Americano (1963).
- Eloy Alfaro ante el Derecho Internacional Americano (1959).
- Ensayo Histórico - Crítico de las relaciones diplomáticas del Ecuador con los estados limítrofes (ediciones: 1958, 1959, 1965, 1979).
- Eloy Alfaro, su vida y su obra (1942). ISBN 9942019928, ISBN 9789942019929
- Vargas Torres, fragmentos de la vida del héroe (1936). ISBN 9942019944, ISBN 9789942019943
- El Ecuador ante el problema amazónico (1932).
- Guayaquil entre Colombia y el Perú (1932).

### Artículos
- Contribución a la historia de mi ciudad, 11 p.
- Documentos históricos. Comunicaciones del Jefe Superior de los Departamentos del Sur, durante el año de 1827, 35 p.
- Documentos históricos. Comunicaciones oficiales del Departamento Sur en el año 1827, 20 p.